# WWE Championship

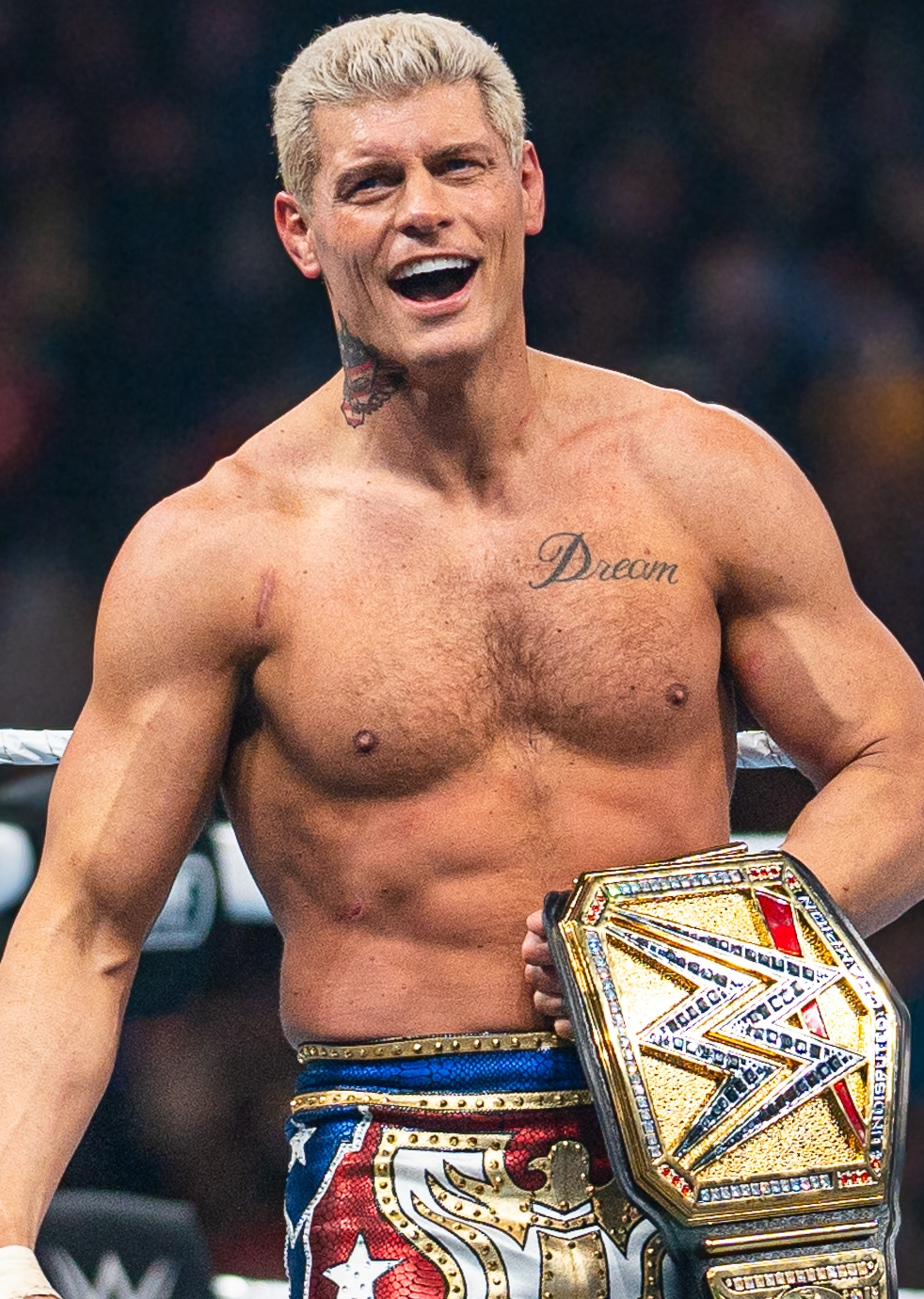
L'attuale campione Cody Rhodes

Il WWE Championship è un titolo mondiale di wrestling di proprietà della WWE ed esclusivo del roster di SmackDown, ed è detenuto da Cody Rhodes dal 3 agosto 2025.
Insieme World Heavyweight Championship, è uno dei due titoli del mondo della WWE, nonché il primo titolo di sempre istituito nella World Wide Wrestling Federation, essendo stato introdotto nell'aprile 1963 con il nome di WWWF World Heavyweight Championship dopo che la WWWF si separò dalla National Wrestling Alliance. Tuttavia l'allora WWWF tornò nel circuito territoriale della NWA nel 1971 e vi rimase fino al 1983. Il WWE Championship viene considerato uno dei titoli più prestigiosi e importanti del wrestling tuttora attivi.
Il titolo principale della WWE, che nel 1979 divenne nota per ragioni estetiche come World Wrestling Federation, ha subito numerosi cambi di nome sia a causa dei cambi di nome della federazione sia a causa di diverse unificazioni con altri titoli. La prima unificazione avvenne nel dicembre 2001 con il WCW World Championship a seguito dell'acquisto da parte della WWF della World Championship Wrestling e divenne noto come l'Undisputed WWF Championship mentre la seconda fu nel dicembre 2013 con il World Heavyweight Championship, con il titolo noto fino al giugno 2016 come WWE World Heavyweight Championship.
Nel maggio 2002 la WWF fu ribattezzata World Wrestling Entertainment (con il titolo che fu rinominato prima Undisputed WWE Championship e poi come WWE Undisputed Championship) e divise il roster in due brand, Raw e SmackDown!. Il titolo fu assegnato a SmackDown! mentre a Raw venne istituito il World Heavyweight Championship, pertanto il WWE Undisputed Championship fu nuovamente rinominato WWE Championship. Dalla puntata di Raw del 27 giugno 2016 il titolo tornò a essere chiamato WWE Championship in virtù della seconda Brand Extension, avvenuta 19 luglio dello stesso anno. Con l'introduzione a Raw del WWE Universal Championship la settimana successiva fu nuovamente rinominato, questa volta in WWE World Championship. Il 10 dicembre 2016 il titolo venne nuovamente rinominato WWE Championship.
Essendo il titolo più antico istituito dalla federazione ed essendo stato spesso difeso nel main event dei pay-per-view, inclusa WrestleMania, è presentato come il titolo più prestigioso della WWE stessa. In seguito al ritiro dell'ECW Championship e all'unificazione con il World Heavyweight Championship divenne nuovamente l'unico titolo mondiale della WWE fino all'introduzione di un altro titolo mondiale, lo Universal Championship, nell'agosto 2016 e al World Heavyweight Championship nel maggio 2023.

## Storia

### Origini

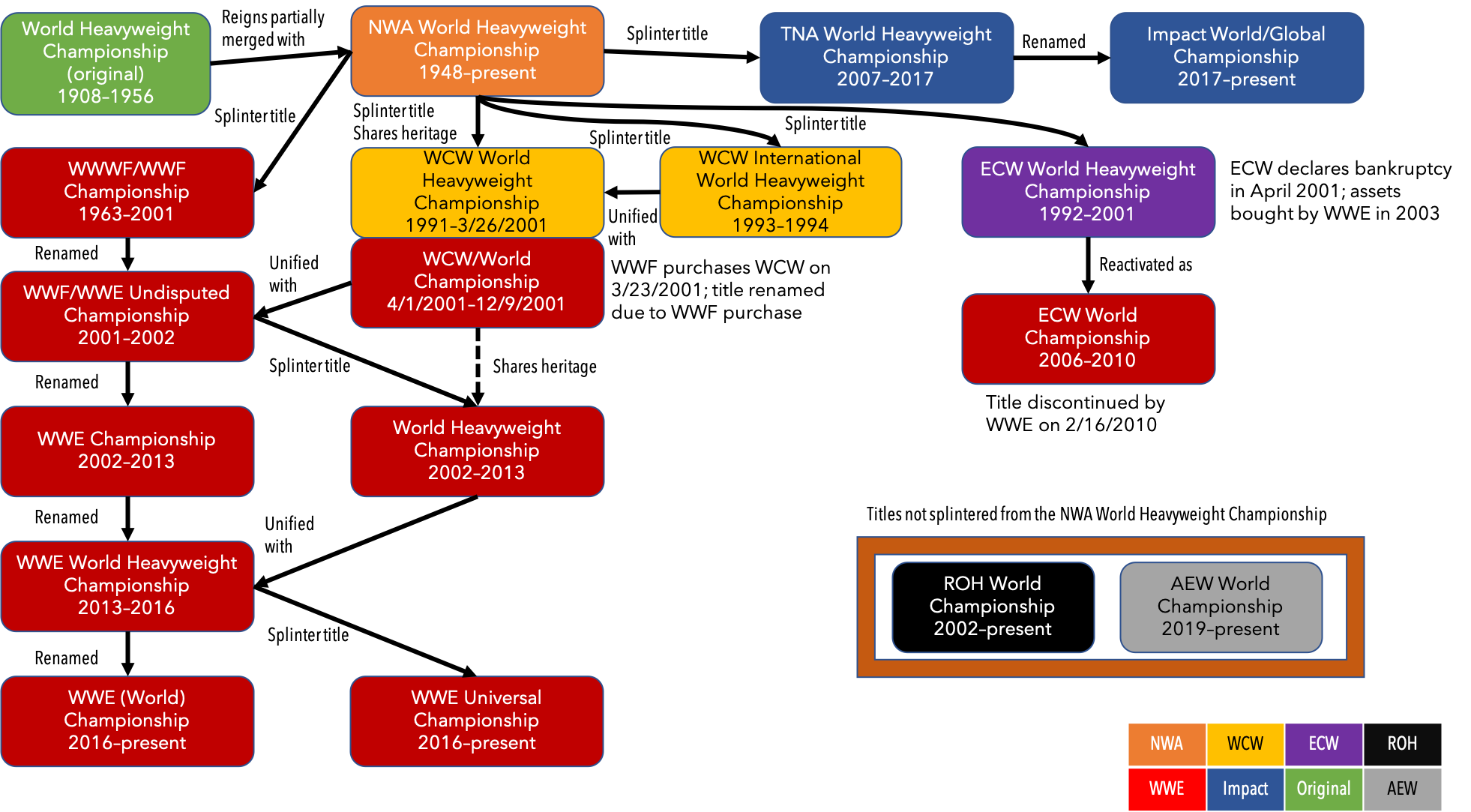
Un diagramma che mostra l'evoluzione di diversi titoli mondiali di wrestling, incluso il WWE Championship

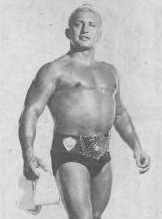
Buddy Rogers, il primo detentore della cintura

Il titolo venne introdotto nel 1963 con il nome di WWWF World Heavyweight Championship e il primo campione fu Buddy Rogers, che conquistò il titolo il 25 aprile di quello stesso anno. Tuttavia l'origine del titolo è da attribuire alla National Wrestling Alliance, che aveva diverse federazioni in un circuito territoriale. Negli anni cinquanta la Capitol Wrestling Corporation faceva parte della NWA e a partire dal 1963 i dirigenti della CWC avevano un certo potere sulla NWA, il cui detentore dell'NWA World Heavyweight Championship era proprio Buddy Rogers, che mantenne il titolo fino al 24 gennaio seguente, quando Lou Thesz lo sconfisse. Tuttavia la CWC disputò tale cambio di titolo affermando che secondo le regole NWA esso avrebbe dovuto essere difeso in un tradizionale two out of three falls match e decise pertanto di staccarsi dalla NWA per formare la World Wide Wrestling Federation. Nell'aprile 1963 fu creato il WWWF World Heavyweight Championship e venne consegnato a Buddy Rogers dopo aver vinto un torneo (in realtà mai disputatosi) in Brasile a Rio de Janeiro, sconfiggendo in finale Antonino Rocca.

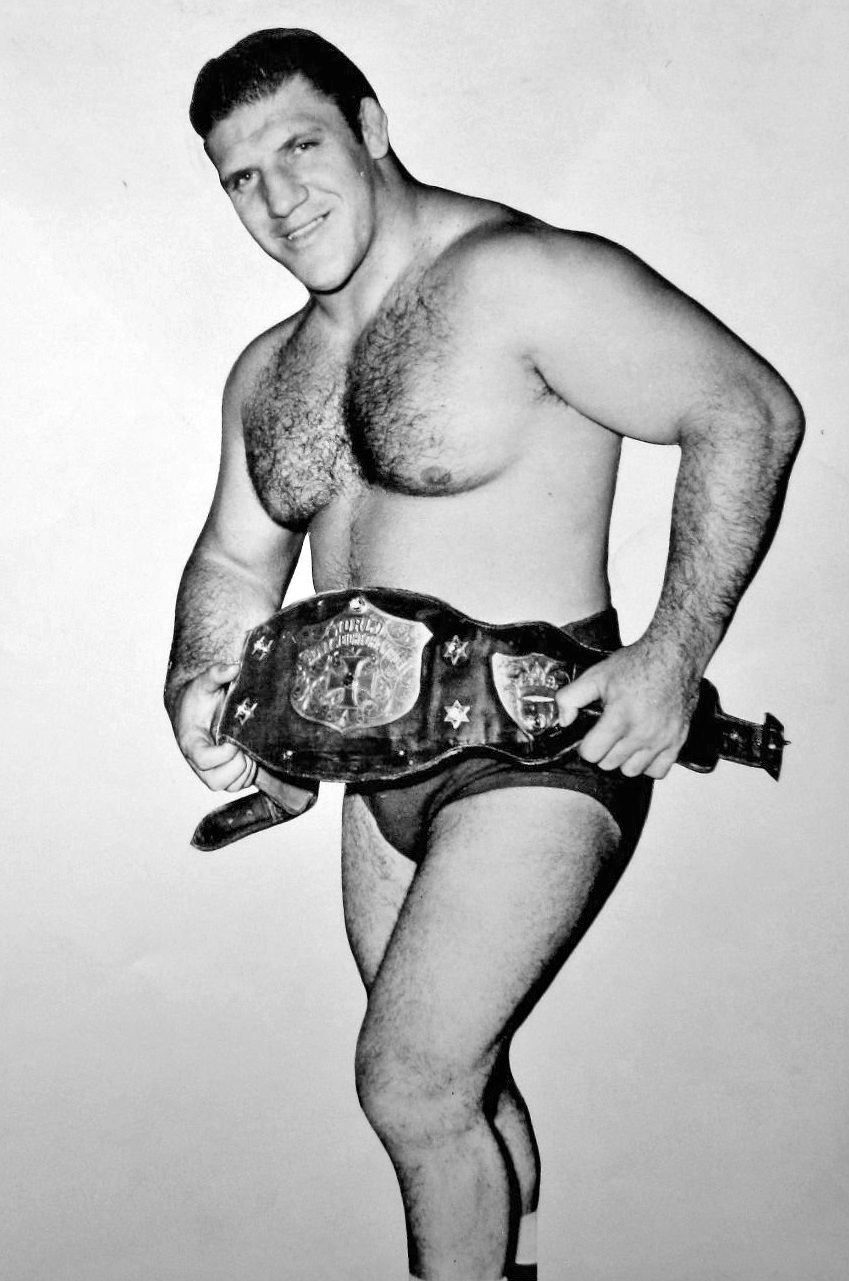
Il due volte campione Bruno Sammartino, il cui primo regno titolato durato oltre sette anni (2.803 giorni) è il più lungo della storia

Nel 1971 la WWWF fece il suo ritorno nel circuito a territori della NWA e che divenne noto come WWWF Heavyweight Championship. Quando la WWWF divenne nota come World Wrestling Federation nel 1979, il titolo cambiò a sua volta nome in WWF Heavyweight Championship, ma dopo aver cessato definitivamente qualsiasi relazione con la NWA e aver riguadagnato la possibilità di gestire i propri titoli nella maniera ritenuta più opportuna il titolo tornò a essere considerato mondiale e venne rinominato WWF World Heavyweight Championship. Dalla primavera del 1989 venne rinominato in WWF Championship anche se il nome completo del titolo continuò ad apparire sulla cintura che rappresentava il titolo fino al marzo 1998, quando una nuova cintura (la Big Eagle) venne istituita e presentata da Vince McMahon all'allora campione Steve Austin.
Nel 1991 la World Championship Wrestling, altra federazione affiliata alla NWA, istituì il WCW World Heavyweight Championship per rimpiazzare l'NWA World Heavyweight Championship. Nel 1993 anche la WCW si staccò dalla NWA e crebbe fino a diventare una seria rivale della WWF, tanto che entrambe acquisirono una certa popolarità nella società di massa quando nella metà degli anni novanta iniziarono la Monday Night War. Verso la fine della guerra d'ascolti la WCW iniziò un declino finanziario che culminò nel marzo 2001, quando la WWF la acquistò. La WWF acquisì inoltre la video libreria della WCW, così come diversi atleti sotto contratto con la WCW e i titoli. La sfilza di atleti della WCW che si unirono alla WWF portò alla creazione della storyline dell'Invasion, la quale eliminò definitivamente il marchio WCW quando il Team WWF ottenne la vittoria definitiva nel Survivor Series elimination match.

### Unificazione
Il cambiamento più significativo nella storia del titolo avvenne nel 2001, quando dopo che il Team WWF sconfisse l'Alliance, formata da ex atleti WCW e ed ex ECW (anch'essa appena acquistata dalla WWF) a Survivor Series nel novembre di quello stesso anno gli atleti dell'Alliance sarebbero essenzialmente diventati parte dei programmi televisivi della WWF, che all'epoca aveva due campioni del mondo, con The Rock che deteneva il World Championship (il WCW World Heavyweight Championship, acquisito e introdotto dalla WWF, che lo rinominò WCW Championship prima di passare all'ultima definizione) e Steve Austin che deteneva il WWF Championship.
I due titoli furono unificati nel mese di dicembre a Vengeance, dove Kurt Angle sfidò senza successo Austin per il WWF Championship mentre Chris Jericho sconfisse The Rock per il World Championship. Jericho affrontò immediatamente Austin e lo sconfisse e unificò entrambi titoli e venne riconosciuto come WWF Undisputed Champion. Jericho mantenne il titolo per quattro mesi prima di perderlo contro Triple H nel marzo 2002 a WrestleMania X8. Jericho usò entrambe le cinture, con una che rappresentava il World Championship (la Big Gold Belt) e l'altra il WWF Championship mentre a Triple H dopo aver vinto il titolo fu introdotta un'unica cintura nell'aprile 2002.

### Dispute e divisione in roster

Eddie Guerrero durante il suo regno da WWE Champion con la versione della cintura utilizzata dal 2002 al 2005

Sempre nell'aprile 2002 Triple H perse il titolo contro Hollywood Hulk Hogan a Backlash. Il 6 maggio 2002 la World Wrestling Federation cambiò nome diventando la World Wrestling Entertainment e da quel momento il titolo fu rinominato Undisputed WWE Championship, ma ciò durò solo poche settimane in quanto a partire dal 19 maggio 2002, data in cui si svolse Judgment Day, fu nuovamente rinominato in WWE Undisputed Championship. Il titolo continuò a chiamato così fino alla brand extension che ha visto la federazione dividersi in due diversi brand, aventi lo stesso nome di Raw e SmackDown!, con i propri titoli e la figura autoritaria del general manager per ogni brand. I due dirigenti scelsero i propri atleti per i rispettivi roster (kayfabe) durante il Draft.
Colui che deteneva il WWE Undisputed Championship poteva apparire ed essere sfidato per il titolo da qualsiasi atleta sia che appartenessero a Raw sia a SmackDown!. Ciò rimase tale fino all'agosto 2002, quando l'allora campione Brock Lesnar, appartenente a SmackDown!, fu convinto da Stephanie McMahon a firmare un contratto esclusivo con SmackDown (kayfabe) e rifiutò pertanto di difendere il titolo contro gli atleti di Raw. Nella puntata di Raw del 2 settembre 2002 Eric Bischoff, decise di introdurre un nuovo titolo del mondo, il World Heavyweight Championship il WWE Undisputed Championship fu chiamato semplicemente come WWE Championship. Bischoff assegnò d'ufficio a Triple H in quanto all'epoca era lo sfidante all'Unisputed WWE Championship.
Sebbene inizialmente il WWE Championship (SmackDown!) e il World Heavyweight Championship (Raw) erano stati creati esclusivamente per il proprio roster e venivano difesi solo nei propri programmi televisivi ed eventi a pagamento, a causa dell'annuale scelta degli atleti da parte dei General Manager (kayfabe) sono passati da un brand all'altro fino a quando la WWE tornò a instaurare un unico roster nell'agosto 2011. Ciò avvenne per la prima volta durante il Draft del 2005, quando John Cena e Batista passarono a Raw (Cena) e a SmackDown! (Batista) con i rispettivi titoli e da allora il WWE Championship divenne il titolo principale di Raw e il World Heavyweight Championship quello di SmackDown!.
L'11 giugno 2006 a One Night Stand, evento a pagamento della rinata Extreme Championship Wrestling, Rob Van Dam vinse il WWE Championship dopo aver battuto John Cena (come annunciato prima dell'evento da Paul Heyman, se Van Dam avesse conquistato il titolo gli sarebbe stato assegnato per premio anche l'ECW World Heavyweight Championship, diventando l'unico atleta ad aver detenuto l'ECW World Heavyweight Championship e il WWE Championship contemporaneamente), che era nel bel mezzo di una faida con Edge, il quale vinse un triple threat match per il titolo e riportò il WWE Championship a Raw.
Durante il Draf del 2008 Triple H passò a SmackDown, portando con sé il WWE Championship e rendendolo un'esclusiva di SmackDown. Nel corso della draft del 2009 Triple H tornò invece a Raw insieme al WWE Championship, che sarebbe rimasto a Raw anche nei successivi due anni. Nel luglio 2011 il WWE Championship detenuto allora da John Cena fu inserito nella rivalità tra CM Punk e Vince McMahon in cui Punk era in scadenza di contratto, ma non aveva intenzione di rinnovarlo e quindi McMahon non voleva che esso diventasse campione e lasciasse la WWE con il titolo. Grazie anche alle insistenze di Cena, il quale disse a McMahon che Punk meritava l'incontro titolato, esso si svolse il 17 luglio 2011 a Money in the Bank. Verso la fine dell'incontro McMahon e John Laurinaitis volevano riproporre lo Screwjob di Montréal, ma ciò nonostante Punk vinse e lasciò l'arena e la WWE con il titolo come campione senza contratto. La notte successiva a Raw McMahon annunciò un torneo per indire un nuovo campione. Rey Mysterio vinse il torneo, ma più tardi nella stessa sera perse il titolo contro l'ex campione John Cena e subito dopo Punk fece il suo ritorno nella WWE ed entrambi furono dichiarati campioni dall'allora COO (chief operating officer) Triple H, che annunciò un incontro valido per il titolo per decretare il campione indiscusso il 14 agosto seguente a SummerSlam. CM Punk divenne il campione indiscusso, ma fu attaccato al termine della contesa da Kevin Nash e ciò permise ad Alberto Del Rio di incassare la valigetta del Money in the Bank e vinse il titolo. Nell'agosto 2011 la WWE pose ufficialmente fine alla divisione dei roster e tornò al parco atleti unico quando Raw assunse lo stato di SuperShow e il titolo fu difeso sia a Raw sia a SmackDown.

### Riunificazione e ritorno della divisione in brand
Dopo la fine della Brand Extension nell'agosto 2011, sia il detentore del WWE Championship sia il detentore del World Heavyweight Championship potevano presenziare a Raw e SmackDown senza distinzione, ma nel novembre 2013 John Cena (l'allora detentore del World Heavyweight Championship) sfidò Randy Orton (l'allora detentore del WWE Championship e il prescelto come volto della WWE dall'Authority, come parte della storia) a un incontro di unificazione per determinare l'indiscusso campione del mondo della WWE (la WWE parlò infatti di «Champion of Champions», ossia di campione dei campioni). I due si sono affrontati il 15 dicembre seguente a TLC: Tables, Ladders & Chairs in un Tables, Ladders and Chairs match vinto da Orton e il World Heavyweight Championship venne pertanto ritirato mentre il WWE Championship mantenne il proprio lignaggio e albo d'oro, venendo inoltre rinominato WWE World Heavyweight Championship.
Coloro che detennero il titolo da quella data continuarono comunque a esibire entrambe le cinture almeno fino alla puntata di Raw del 18 agosto 2014, quando Triple H presentò a Brock Lesnar (che conquistò il titolo contro John Cena il giorno prima a SummerSlam) una nuova e unica cintura, mantenuto il nome di WWE World Heavyweight Championship sino al 26 giugno 2016. Durante la puntata di Raw del 27 giugno 2016 il titolo tornò a essere chiamato WWE Championship in virtù della seconda separazione del roster in brand avvenuta il 19 luglio dello stesso anno che rese il titolo un'esclusiva di SmackDown quando il campione Dean Ambrose fu scelto come prima scelta assoluta di SmackDown durante il Draft del 2016. Con l'annuncio dell'istituzione del WWE Universal Championship (esclusivo di Raw) durante la puntata Raw del 25 luglio 2016, il giorno seguente il WWE Championship venne rinominato in WWE World Championship, ma il 10 dicembre 2016 il titolo tornò ad avere la nomea di WWE Championship.
Durante la puntata di SmackDown svoltasi il 7 novembre 2017 a Manchester il WWE Championship cambiò di possessore per la prima volta al di fuori del Nord America e la prima nel Regno Unito quando AJ Styles sconfisse Jinder Mahal. Fu inoltre la prima volta dopo quattordici anni che il titolo cambiò possessore durante una puntata dello show blu (l'ultima volta che ciò avvenne fu nella puntata di SmackDown! del 16 settembre 2003, mandata in onda due giorni dopo, durante la quale Brock Lesnar sconfisse Kurt Angle in un Iron Man match da 60 minuti per 5–4). Ciò si ripeté 371 giorni dopo quando Daniel Bryan sconfisse Styles a SmackDown. A WrestleMania 35 Kofi Kingston sconfisse Bryan in quella che è la prima volta che un atleta di origini africane lo abbia vinto.
Il 4 ottobre 2019, sconfiggendo Kingston durante la puntata dedicata alla première di SmackDown su Fox, Brock Lesnar fu il primo a vincere per due volte il WWE Championship durante una puntata normale dello show blu; durante la faida con Rey Mysterio, atleta di Raw, nonostante Lesnar fosse stato draftato a SmackDown, egli decise di trasferirsi nello show del lunedì sera, rimasto tra l'altro senza un campione mondiale dopo la vittoria dell'Universal Championship da parte di "The Fiend" Bray Wyatt, atleta di SmackDown, a Crown Jewel. Di conseguenza il WWE Championship divenne un'esclusiva di Raw. Lesnar fu poi sconfitto a WrestleMania 36 da Drew McIntyre, che rimase campione fino al 25 ottobre 2020, quando fu sconfitto in un Hell in a Cell Match nel pay-per-view Hell in a Cell 2020 ai danni di Randy Orton. Nella puntata di Raw del 16 Novembre 2020 Drew McIntyre si riprese il titolo sconfiggendo The Viper. Il 21 febbraio del 2021 ad Elimination Chamber 2021 lo scozzese perse il titolo subendo l’incasso del Money in the Bank contract da parte di The Miz, che a sua volta perse la cintura appena 10 giorni dopo nella puntata di Raw del 1 Marzo contro Bobby Lashley. Il 3 aprile 2022, in vista del match dei match tra Brock Lesnar e Roman Reigns a WrestleMania 38, il titolo venne riunificato con il WWE Universal Championship come diventando l'Undisputed WWE Universal Championship rimanendo comunque indipendenti.

## Cinture

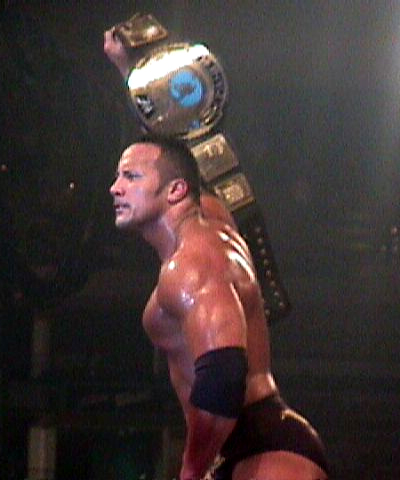
L'otto volte campione The Rock con la versione Big Eagle del WWF Championship, attiva dal 1998 al 2002 e usata anche in coppia con la Big Gold Belt per rappresentare l'Undisputed Championship dal dicembre 2001 all'aprile 2002

Diverse cinture personalizzate sono state usate per rappresentare il titolo e la gimmick di diversi campioni:
- Superstar Billy Graham – la cintura era di diversi colori, tra cui il celeste, l'azzurro e il rosso
- Bob Backlund – la cintura era di diversi colori, tra cui il celeste, l'azzurro e il rossa
- The Ultimate Warrior – la cintura era di diversi colori, tra cui il bianco, il celeste, il lilla e il giallo, con quest'ultimo colore che però non apparve mai in un programma televisivo della federazione
- Sgt. Slaughter – la cintura era blu
- "Stone Cold" Steve Austin – la cintura era nota come «Smoking Skull» e rappresentava un teschio
- John Cena – la versione rotante («Spinner») della cintura prevedeva la rotazione del logo WWE
- Edge – identica alla cintura rotante, ma personalizzata con il logo WWE sostituito con quello di Edge con il marchio «Rated-R Superstar»
- The Miz – identica alla versione rotante, ma con il logo WWE capovolto per rappresentare la «M» di The Miz
- Daniel Bryan – identica alla versione introdotta nel 2014, ma composta da canapa organica sostenibile e legno ricavato da una quercia caduta naturalmente, mantenendo fede alla svolta ambientalista del personaggio

Una versione molto larga della cintura venne creata per André the Giant prima di WrestleMania III, anche se non l'ha mai indossata. Un'altra versione personalizzata della cintura fu creata appositamente per The Rock (nota coma «Brahma Bull», nome del caratteristico logo di The Rock) in risposta alla cintura personalizzata di Austin, ma non apparve nei programmi televisivi.

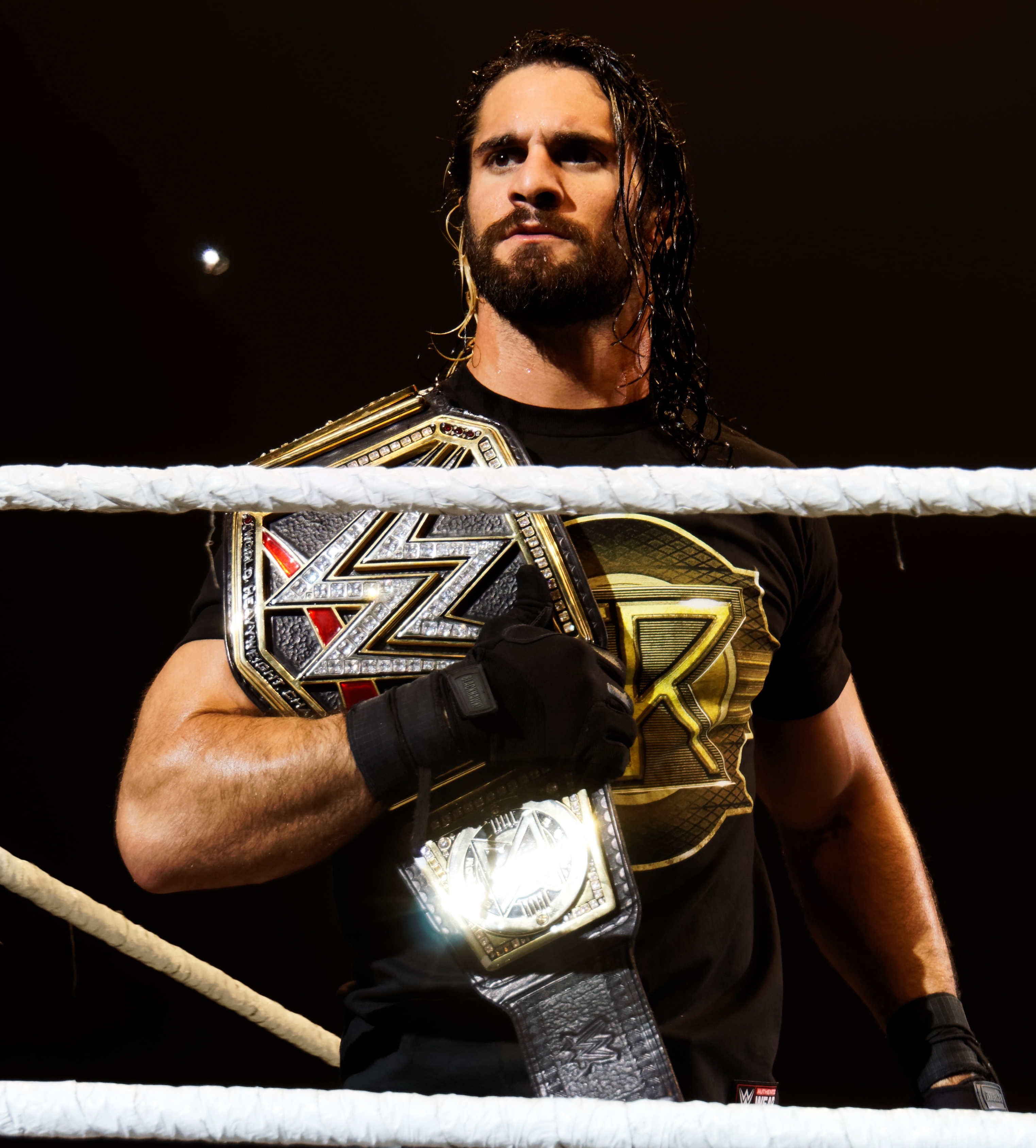
Il due volte campione Seth Rollins con la versione attuale del titolo (2014–presente)

La Big Gold Belt, utilizzata nella WWE per il WCW Championship e World Heavyweight Championship oltre ad altri titoli in altre federazioni, venne usata insieme a quella rappresentante del WWF Championship dopo che Chris Jericho unificò il WWF Championship con il World Championship il 9 dicembre 2001 a Vengeance per formare l'Undisputed WWF Championship. Nella puntata di Raw del 4 aprile 2002 Ric Flair, proprietario del roster (kayfabe), presentò a Triple H una nuova e singola cintura che avrebbe rappresentato l'Undisputed WWF Championship e che prendendo ispirazione dalla WCW introduceva il nome del campione.

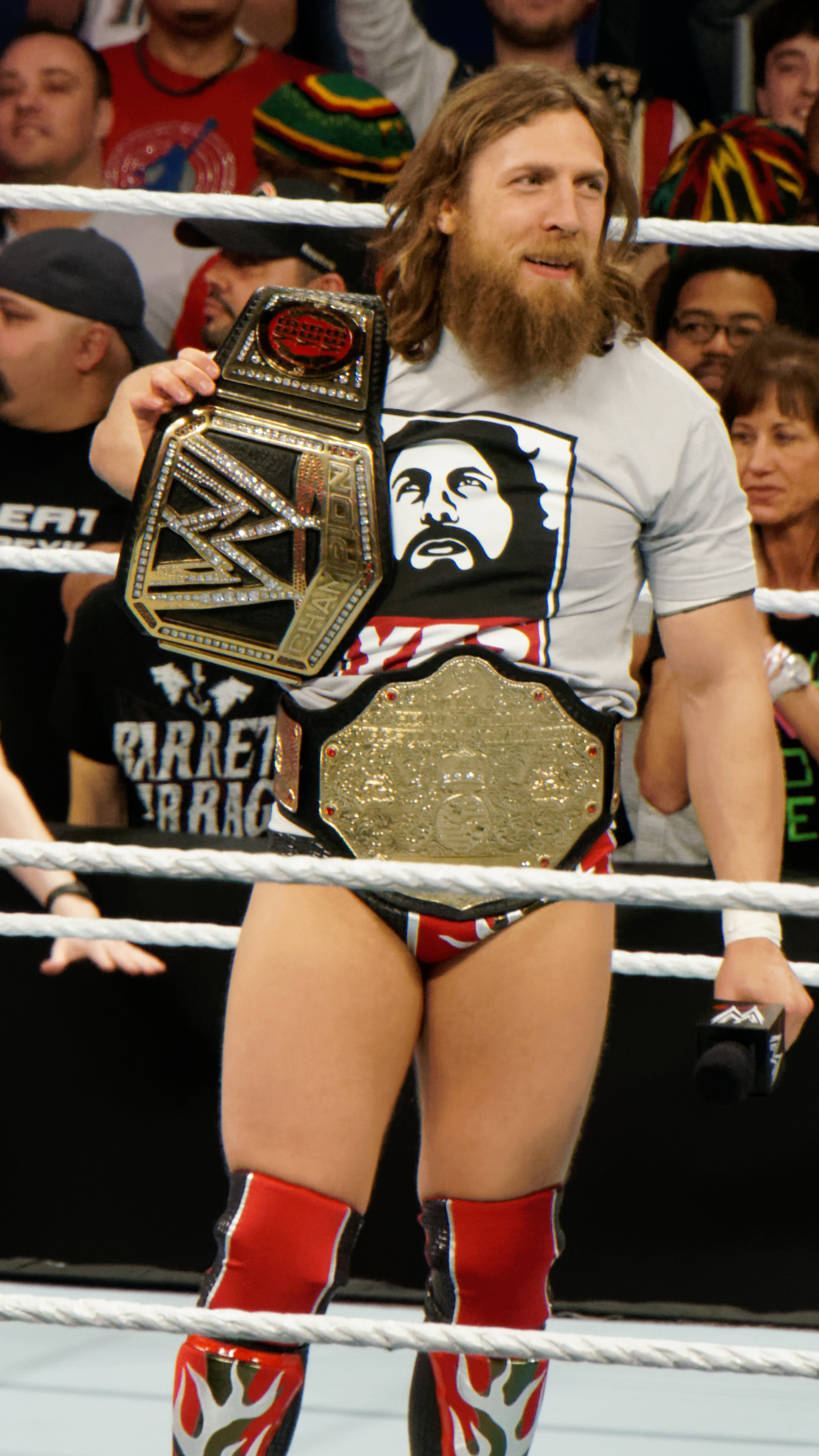
Daniel Bryan con la versione 2013–2014 del titolo (la cintura che ha sulla spalla destra) in quanto una volta che il WWE Championship venne unificato con il World Heavyweight Championship nel dicembre 2013 il campione deteneva anche la Big Gold Belt (la cintura che indossa alla vita) fino all'agosto 2014

Il titolo fu nuovamente disputato e nel settembre 2002 è stato rinominato semplicemente WWE Championship e mantenne la stessa cintura introdotta da Flair fino all'11 aprile 2005, quando John Cena introdusse la versione rotante del titolo. Questa nuova cintura includeva un cosiddetto bling-bling in oro e diamante per rappresentare lo stile hip hop del personaggio di Cena in quel periodo ed è rimasta come tale fino al 18 febbraio 2013. Il logo WWE, posto al centro della cintura, poteva essere ruotato, ma ciò è stato rimosso con l'introduzione di una nuova cintura nel febbraio 2013. Lo stile originale della cintura includeva la scritta «WWE Champion» in una placca mentre nell'altra placca della cintura appariva il nome del roster di cui il titolo era esclusiva. Infatti inizialmente la placca leggeva «SmackDown», ma venne poi rimpiazzata dalla scritta «Mon-Nite Raw» (in riferimento a Monday Night Raw, nome completo del programma televisivo di Raw) quando Cena passò a Raw mentre quando il titolo tornò a SmackDown! nel 2008 la placca di Raw fu rimpiazzata da una seconda che al lato opposto includeva la scritta di «WWE Champion».
Nel 2006 Edge creò una seconda versione della sua personalizzata cintura (la «Rated R Spinner»), ma venne annullato per problemi temporali e la cintura personalizzata di Edge vide solo il logo WWE sostituito con quello del suo personaggio. Anche The Miz avrebbe ottenuto nel 2011 la sua versione personalizzata della cintura rotante, a cui capovolse il logo WWE per farlo sembrare come una «M», iniziale del suo nome.
Nella puntata di Raw del 18 febbraio 2013 The Rock presentò una nuova cintura per rappresentare il WWE Championship. Parzialmente disegnata dalla Orange County Choppers di American Chopper, la nuova cintura mostrava una versione leggermente diversa del logo WWE (adornato con diamanti) all'interno di una cintura dalla forma di un ettagono irregolare, la quale aveva la scritta «Champion» (campione) che appariva sotto il logo in maiuscolo mentre su ogni lato c'era una barra di divisione e una larga placca che viene personalizzata con i loghi del campione in carica. Quando il titolo è vacante la cintura ha invece il logo WWE inserito all'interno di un cerchio rosso.
In seguito all'unificazione del WWE Championship e del World Heavyweight Championship avvenuta il 15 dicembre 2013 la Big Gold Belt (che rappresentava il World Heavyweight Championship) venne usata insieme a quella del WWE Championship per rappresentare il rinominato WWE World Heavyweight Championship. Nella puntata di Raw del 18 agosto 2014 Triple H presentò all'allora campione Brock Lesnar, che aveva vinto il titolo contro Cena il giorno prima a SummerSlam, con una singola cintura che rappresenta tuttora il WWE Championship. Essa è la stessa versione del WWE Championship introdotta nel febbraio 2013, ma leggermente modificata con l'aggiunta del nuovo logo della WWE in seguito al lancio del WWE Network, oltre a essere dotata di una più larga placca centrale per il nuovo logo WWE, al cui interno appare la scritta «World Heavyweight Champion» (campione del mondo dei pesi massimi) lungo i bordi inferiori a caratteri molto piccoli, ma in maiuscolo. Le grandi piastre laterali continuano a presentare delle sezioni tonde rimovibili, permettendo al campione in carica di inserire un proprio logo personale. La cintura predefinita del titolo è dotata di un cerchio in oro e rosso al cui interno è inserito il logo WWE, con l'unica differenza che le piastre laterali originali di questa nuova cintura non sono dotate di una corona in cima alle piastre. Così come accaduto alla cintura che rappresentava l'Undisputed WWF Championship, anche la Big Gold Belt è stata ufficialmente ritirata dopo l'introduzione di una singola cintura.
In quella che è diventata una tradizione degli ultimi anni la WWE ha iniziato a regalare una cintura rappresentante il WWE Championship con le piastre laterali personalizzate con il logo della squadra ai vincitori delle World Series, del Super Bowl, delle finali NBA, del campionato mondiale femminile di calcio, del College Football Playoff National Championship, delle finali della Stanley Cup, dell'Australian Open, della Premier League inglese, della Premier League indiana, della Primera División messicana, della Bundesliga, della Primera División argentina, del Home Run Derby, del campionato mondiale di Formula 1, della UEFA Champions League e delle finali WNBA, oltre che a individui come il poliziotto di Londra Charlie Guenigault per il suo «coraggio eccezionale» durante l'attentato di Londra del 3 giugno 2017 e al capitano Roy Love e al suo personale per aver ospitato l'edizione 2017 del Tribute to the Troops e onorato le forze armate statunitensi.

## Nomi
| Nome                                | Anno                                                                                      | Fonti                |
| ----------------------------------- | ----------------------------------------------------------------------------------------- | -------------------- |
| WWWF World Heavyweight Championship | 25 aprile 1963–8 febbraio 1971                                                            |                      |
| WWWF Heavyweight Championship       | 8 febbraio 1971–1º marzo 1979                                                             |                      |
| WWF Heavyweight Championship        | 1º marzo 1979 –26 dicembre 1983                                                           |                      |
| WWF World Heavyweight Championship  | 26 dicembre 1983–27 maggio 1989                                                           |                      |
| WWF Championship                    | 18 luglio 1989–9 dicembre 2001                                                            | [ 19 ]               |
| Undisputed WWF Championship         | 9 dicembre 2001–6 maggio 2002                                                             | [ 19 ] [ 20 ]        |
| WWE Undisputed Championship         | 6 maggio 2002–2 settembre 2002                                                            | [ 20 ] [ 21 ]        |
| WWE Championship                    | 2 settembre 2002–15 dicembre 2013 27 giugno 2016–25 luglio 2016 10 dicembre 2016–presente | [ 21 ] [ 22 ] [ 23 ] |
| WWE World Heavyweight Championship  | 15 dicembre 2013–27 giugno 2016                                                           |                      |
| WWE World Championship              | 26 luglio 2016–9 dicembre 2016                                                            |                      |

## Albo d'oro
Statistiche aggiornate al 9 agosto 2025.
| #                               | Campione                  | Regno | Data              | Giorni | Località                     | Evento                        | Note | Fonti                              |
| ------------------------------- | ------------------------- | ----- | ----------------- | ------ | ---------------------------- | ----------------------------- | --- | ---------------------------------- |
| World Wide Wrestling Federation |                           |       |                   |        |                              |                               | |                                    |
| 1                               | Buddy Rogers              | 1     | 11 aprile 1963    | 36     | Washington                   | House Show                    | Rogers sconfisse Antonino Rocca nella finale del torneo per l'assegnazione del titolo a Rio de Janeiro in Brasile. Tale torneo (mai realmente svoltosi) fu sancito dopo che i promoter del Stati Uniti d'America nord-orientali (guidati da Vince McMahon Sr. e Toots Mondt) dell'allora Capitol Wrestling Corporation (predecessore della World Wrestling Wide Federation) si staccarono dalla National Wrestling Alliance, dove Rogers era il detentore dell'NWA World Heavyweight Championship | [ 24 ] [ 25 ] [ 26 ] [ 27 ] [ 28 ] |
| 2                               | Bruno Sammartino          | 1     | 17 maggio 1963    | 2803   | New York City, New York      | House Show                    | | [ 29 ]                             |
| 3                               | Ivan Koloff               | 1     | 18 gennaio 1971   | 21     | New York City, New York      | House Show                    | | [ 30 ]                             |
| 4                               | Pedro Morales             | 1     | 8 febbraio 1971   | 1027   | New York City, New York      | House Show                    | Il titolo fu rinominato WWWF Heavyweight Championship quando la WWWF si riunì alla NWA nel 1971. | [ 31 ]                             |
| 5                               | Stan Stasiak              | 1     | 1º dicembre 1973  | 9      | Filadelfia, Pennsylvania     | House Show                    | | [ 32 ]                             |
| 6                               | Bruno Sammartino          | 2     | 10 dicembre 1973  | 1237   | New York City, New York      | House Show                    | | [ 33 ]                             |
| 7                               | Superstar Billy Graham    | 1     | 30 aprile 1977    | 296    | Baltimora, Maryland          | House Show                    | | [ 34 ]                             |
| 8                               | Bob Backlund              | 1     | 20 febbraio 1978  | 2135   | New York City, New York      | WWF on MSG Network            | Il titolo venne rinominato WWF Heavyweight Championship dopo che la WWWF divenne la World Wrestling Federation nel marzo del 1979. | [ 35 ] [ 36 ] [ 37 ]               |
| World Wrestling Federation      |                           |       |                   |        |                              |                               | |                                    |
| †                               | Antonio Inoki             | —     | 30 novembre 1979  | 6      | Tokushima                    | Toukon Series                 | Regno non riconosciuto dalla WWE. | [ 35 ] [ 36 ] [ 37 ]               |
| —                               | Vacante                   | —     | 6 dicembre 1979   | —      | —                            |                               | Reso immediatamente vacante da Inoki dopo che in una rivincita titolata contro Backlund terminò in no contest a causa dell'interferenza Tiger Jeet Singh (della New Japan Pro-Wrestling). Regno non riconosciuto dalla WWE. | [ 35 ] [ 36 ] [ 37 ]               |
| †                               | Bob Backlund              | —     | 17 dicembre 1979  | 672    | New York City, New York      | WWF on MSG Network            | Backlund sconfisse Bobby Duncum in un Texas death match per la riassegnazione del titolo. Il 19 ottobre 1981, dopo un match controverso con Greg Valentine, il titolo venne reso vacante dalla NY State Athletic Commission. Backlund sconfisse poi Valentine nel rematch del 23 novembre 1981 riconquistando il titolo. La WWE riconosce questo periodo come se il regno non fosse mai stato interrotto.                                                                                         | [ 35 ] [ 36 ] [ 37 ]               |
| 9                               | The Iron Sheik            | 1     | 26 dicembre 1983  | 28     | New York City, New York      | WWF on MSG Network            | Sheik vinse quando Arnold Skaaland, il manager di Backlund, lanciò l'asciugamano in segno di resa per il suo assistito. Il titolo venne rinominato WWF World Heavyweight Championship dopo che la WWF terminò la sua affiliazione con la NWA. | [ 38 ]                             |
| 10                              | Hulk Hogan                | 1     | 23 gennaio 1984   | 1474   | New York City, New York      | WWF on MSG Network            | | [ 39 ]                             |
| 11                              | André the Giant           | 1     | 5 febbraio 1988   | <1     | Indianapolis, Indiana        | The Main Event I              | André the Giant sconfisse Hogan quando l'arbitro Earl Hebner (accordatosi con Ted DiBiase), ignorò che Hogan fosse uscito dallo schienamento alzando la spalla sinistra al conteggio di uno. | [ 40 ]                             |
| †                               | Ted DiBiase               | —     | 5 febbraio 1988   | 8      | Indianapolis, Indiana        | The Main Event I              | Appena dopo aver vinto il titolo André the Giant lo cedette a Ted DiBiase. Il regno di DiBiase non è riconosciuto dalla WWE, sebbene fosse stato annunciato come tale anche nei giorni seguenti e abbia difeso il titolo una volta contro Bam Bam Bigelow nell'house show dell'8 febbraio 1988. | [ 40 ]                             |
| —                               | Vacante                   | —     | 13 febbraio 1988  | —      | —                            | —                             | Nella puntata di Superstars of Wrestling del 13 febbraio 1988, il presidente della WWF Jack Tunney dichiarò che la cintura non poteva essere ceduta, venduta o regalata, ma solo vinta per schienamento o sottomissione, pertanto interpretò il gesto di André the Giant come una rinuncia volontaria del titolo. | [ 40 ]                             |
| 12                              | Randy Savage              | 1     | 27 marzo 1988     | 371    | Atlantic City, New Jersey    | WrestleMania IV               | Savage sconfisse Ted DiBiase nella finale del torneo per la riassegnazione del titolo. | [ 41 ]                             |
| 13                              | Hulk Hogan                | 2     | 2 aprile 1989     | 364    | Atlantic City, New Jersey    | WrestleMania V                | Nel luglio del 1989 il titolo venne rinominato WWF Championship. | [ 42 ]                             |
| 14                              | The Ultimate Warrior      | 1     | 1º aprile 1990    | 293    | Toronto                      | WrestleMania VI               | Era in palio anche il WWF Intercontinental Championship di Warrior. | [ 43 ]                             |
| 15                              | Sgt. Slaughter            | 1     | 19 gennaio 1991   | 64     | Miami, Florida               | Royal Rumble                  | | [ 44 ]                             |
| 16                              | Hulk Hogan                | 3     | 24 marzo 1991     | 248    | Los Angeles, California      | WrestleMania VII              | | [ 45 ]                             |
| 17                              | The Undertaker            | 1     | 27 novembre 1991  | 6      | Detroit, Michigan            | Survivor Series               | | [ 46 ]                             |
| 18                              | Hulk Hogan                | 4     | 3 dicembre 1991   | 1      | San Antonio, Texas           | This Tuesday in Texas         | | [ 47 ]                             |
| —                               | Vacante                   | —     | 4 dicembre 1991   | —      | —                            | —                             | A causa dei controversi finali dei match titolati tra Hogan e The Undertaker, il presidente della WWF Jack Tunney decise di rendere il titolo vacante e di assegnarlo al vincitore del Royal rumble match. | [ 47 ]                             |
| 19                              | Ric Flair                 | 1     | 19 gennaio 1992   | 77     | Albany, New York             | Royal Rumble                  | Flair vinse il titolo messo in palio nel royal rumble match | [ 48 ]                             |
| 20                              | Randy Savage              | 2     | 5 aprile 1992     | 149    | Indianapolis, Indiana        | WrestleMania VIII             | | [ 49 ]                             |
| 21                              | Ric Flair                 | 2     | 1º settembre 1992 | 41     | Hershey, Pennsylvania        | Prime Time Wrestling          | | [ 50 ]                             |
| 22                              | Bret Hart                 | 1     | 12 ottobre 1992   | 174    | Saskatoon                    | House Show                    | | [ 51 ]                             |
| 23                              | Yokozuna                  | 1     | 4 aprile 1993     | <1     | Las Vegas, Nevada            | WrestleMania IX               | | [ 52 ]                             |
| 24                              | Hulk Hogan                | 5     | 4 aprile 1993     | 70     | Las Vegas, Nevada            | WrestleMania IX               | Hogan sfidò Yokozuna sotto la provocazione di Mr. Fuji. | [ 53 ]                             |
| 25                              | Yokozuna                  | 2     | 13 giugno 1993    | 280    | Dayton, Ohio                 | King of the Ring              | | [ 54 ]                             |
| 26                              | Bret Hart                 | 2     | 20 marzo 1994     | 248    | New York City, New York      | WrestleMania X                | Roddy Piper era l'arbitro speciale. | [ 55 ]                             |
| 27                              | Bob Backlund              | 2     | 23 novembre 1994  | 3      | San Antonio, Texas           | Survivor Series               | In un Throw in the Towel Submission match. | [ 56 ]                             |
| 28                              | Diesel                    | 1     | 26 novembre 1994  | 358    | New York City, New York      | House Show                    | | [ 57 ]                             |
| 29                              | Bret Hart                 | 3     | 19 novembre 1995  | 133    | Landover, Maryland           | Survivor Series               | In un no disqualification match. | [ 58 ]                             |
| 30                              | Shawn Michaels            | 1     | 31 marzo 1996     | 231    | Anaheim, California          | WrestleMania XII              | In un 60–minute Iron Man match vinto per 1-0 nei minuti supplementari. | [ 59 ]                             |
| 31                              | Sycho Sid                 | 1     | 17 novembre 1996  | 63     | New York City, New York      | Survivor Series               | | [ 60 ]                             |
| 32                              | Shawn Michaels            | 2     | 19 gennaio 1997   | 25     | San Antonio, Texas           | Royal Rumble                  | | [ 61 ]                             |
| —                               | Vacante                   | —     | 13 febbraio 1997  | —      | —                            | —                             | Reso vacante per un infortunio al ginocchio di Michaels. | [ 61 ]                             |
| 33                              | Bret Hart                 | 4     | 16 febbraio 1997  | 1      | Chattanooga, Tennessee       | In Your House 13: Final Four  | Hart sconfisse Steve Austin, The Undertaker e Vader in un four-way elimination match per la riassegnazione del titolo. | [ 62 ]                             |
| 34                              | Sycho Sid                 | 2     | 17 febbraio 1997  | 34     | Nashville, Tennessee         | Raw                           | | [ 63 ]                             |
| 35                              | The Undertaker            | 2     | 23 marzo 1997     | 133    | Rosemont, Illinois           | WrestleMania 13               | In un no disqualification match. | [ 64 ]                             |
| 36                              | Bret Hart                 | 5     | 3 agosto 1997     | 98     | East Rutherford, New Jersey  | SummerSlam                    | Shawn Michaels era l'arbitro speciale. | [ 65 ]                             |
| 37                              | Shawn Michaels            | 3     | 9 novembre 1997   | 140    | Montréal                     | Survivor Series               | | [ 66 ]                             |
| 38                              | "Stone Cold" Steve Austin | 1     | 29 marzo 1998     | 91     | Boston, Massachusetts        | WrestleMania XIV              | Mike Tyson era l'arbitro speciale di riserva. | [ 67 ]                             |
| 39                              | Kane                      | 1     | 28 giugno 1998    | 1      | Pittsburgh, Pennsylvania     | King of the Ring              | In un first blood match. | [ 68 ]                             |
| 40                              | "Stone Cold" Steve Austin | 2     | 29 giugno 1998    | 90     | Cleveland, Ohio              | Raw                           | | [ 69 ]                             |
| —                               | Vacante                   | —     | 27 settembre 1998 | —      | —                            | —                             | Reso vacante dopo che sia Kane che The Undertaker schienarono contemporaneamente Austin durante un triple threat match. | [ 69 ]                             |
| 41                              | The Rock                  | 1     | 15 novembre 1998  | 44     | Saint Louis, Missouri        | Survivor Series               | The Rock sconfisse Mankind nella finale del torneo Deadly Game | [ 70 ]                             |
| 42                              | Mankind                   | 1     | 29 dicembre 1998  | 26     | Worcester, Massachusetts     | Raw                           | In un No Disqualification match. In onda il 4 gennaio 1999. | [ 71 ]                             |
| 43                              | The Rock                  | 2     | 24 gennaio 1999   | 2      | Anaheim, California          | Royal Rumble                  | In un "I quit" match che The Rock vinse quando fece perdere i sensi a Mankind. Venne rivelato in seguito che, nel backstage, Shane McMahon aveva registrato la sua voce spacciandosi per Mankind quando The Rock posizionò il microfono alla bocca di quest'ultimo. | [ 72 ]                             |
| 44                              | Mankind                   | 2     | 26 gennaio 1999   | 20     | Tucson, Arizona              | Halftime Heat                 | In un Empty Arena match durante la pausa del Super Bowl XXXIII. In onda il 31 gennaio 1999. | [ 73 ]                             |
| 45                              | The Rock                  | 3     | 15 febbraio 1999  | 41     | Birmingham, Alabama          | Raw                           | In un Ladder match. | [ 74 ]                             |
| 46                              | "Stone Cold" Steve Austin | 3     | 28 marzo 1999     | 56     | Filadelfia, Pennsylvania     | WrestleMania XV               | In un No Disqualification match con Mankind come arbitro speciale. | [ 75 ]                             |
| 47                              | The Undertaker            | 3     | 23 maggio 1999    | 36     | Kansas City, Missouri        | Over the Edge                 | Sia Mr. McMahon che Shane McMahon erano gli arbitri speciali. | [ 76 ]                             |
| 48                              | "Stone Cold" Steve Austin | 4     | 28 giugno 1999    | 55     | Charlotte, Carolina del Nord | Raw                           | | [ 77 ]                             |
| 49                              | Mankind                   | 3     | 22 agosto 1999    | 1      | Minneapolis, Minnesota       | SummerSlam                    | In un Triple Threat match che comprendeva anche Triple H e con Jesse Ventura come arbitro speciale. | [ 78 ]                             |
| 50                              | Triple H                  | 1     | 23 agosto 1999    | 22     | Ames, Iowa                   | Raw                           | Shane McMahon era l'arbitro speciale. | [ 79 ]                             |
| 51                              | Mr. McMahon               | 1     | 14 settembre 1999 | 6      | Las Vegas, Nevada            | SmackDown!                    | Shane McMahon era l'arbitro speciale. In onda il 16 settembre 1999. | [ 80 ] [ 81 ]                      |
| —                               | Vacante                   | —     | 20 settembre 1999 | —      | —                            | —                             | Reso vacante da McMahon poiché volle rispettare la stipulazione di non apparire più nei programmi televisivi della WWF dopo aver perso la rivalità con Steve Austin nel luglio 1999, ma Austin accettò il ritorno di McMahon nella WWF fintanto che avrebbe ricevuto opportunità per il WWF Championship. | [ 80 ]                             |
| 52                              | Triple H                  | 2     | 26 settembre 1999 | 49     | Charlotte, Carolina del Nord | Unforgiven                    | In una Six-pack challenge per la riassegnazione del titolo che comprendeva anche Big Show, The British Bulldog, Kane e Mankind, con The Rock e Steve Austin come special outside enforcers. | [ 82 ]                             |
| 53                              | Big Show                  | 1     | 14 novembre 1999  | 50     | Detroit, Michigan            | Survivor Series               | In un Triple Threat match che comprendeva anche The Rock. | [ 83 ]                             |
| 54                              | Triple H                  | 3     | 3 gennaio 2000    | 118    | Miami, Florida               | Raw                           | | [ 84 ]                             |
| †                               | Chris Jericho             | —     | 17 aprile 2000    | <1     | State College, Pennsylvania  | Raw                           | Jericho sconfisse Triple H in un match valido per il titolo, ma poco dopo, Triple H obbligò l'arbitro Earl Hebner a ribaltare il risultato per un conteggio finale troppo veloce. Il regno di circa 15 minuti di Jericho non è riconosciuto ufficialmente. | [ 85 ] [ 86 ] [ 87 ]               |
| 55                              | The Rock                  | 4     | 30 aprile 2000    | 21     | Washington                   | Backlash                      | Shane McMahon era l'arbitro speciale. | [ 88 ]                             |
| 56                              | Triple H                  | 4     | 21 maggio 2000    | 35     | Louisville, Kentucky         | Judgment Day                  | In un 60–minute Iron Man match vinto per 6-5 con Shawn Michaels come arbitro speciale. | [ 89 ]                             |
| 57                              | The Rock                  | 5     | 25 giugno 2000    | 119    | Boston, Massachusetts        | King of the Ring              | In un Six-man Tag Team match con Kane e The Undertaker (in coppia con The Rock) contro Mr. McMahon, Shane McMahon e Triple H. The Rock schienò Vince per vincere il titolo. | [ 90 ]                             |
| 58                              | Kurt Angle                | 1     | 22 ottobre 2000   | 126    | Albany, New York             | No Mercy                      | In un No Disqualification match. | [ 91 ]                             |
| 59                              | The Rock                  | 6     | 25 febbraio 2001  | 35     | Las Vegas, Nevada            | No Way Out                    | Con l'acquisto il 23 marzo 2001 della World Championship Wrestling da parte della WWF, il WCW World Heavyweight Championship (rinominato WCW Championship) divenne il secondo titolo mondiale attivo nella WWF. | [ 92 ]                             |
| 60                              | "Stone Cold" Steve Austin | 5     | 1º aprile 2001    | 175    | Houston, Texas               | WrestleMania X-Seven          | In un No Disqualification match. | [ 93 ]                             |
| 61                              | Kurt Angle                | 2     | 23 settembre 2001 | 15     | Pittsburgh, Pennsylvania     | Unforgiven                    | | [ 94 ]                             |
| 62                              | "Stone Cold" Steve Austin | 6     | 8 ottobre 2001    | 62     | Indianapolis, Indiana        | Raw                           | | [ 95 ]                             |
| 63                              | Chris Jericho             | 1     | 9 dicembre 2001   | 98     | San Diego, California        | Vengeance                     | Nella stessa sera Jericho vinse il World Championship contro The Rock e il WWF Championship contro Steve Austin, unificando i titoli per formare l'Undisputed WWF Championship. | [ 96 ]                             |
| 64                              | Triple H                  | 5     | 17 marzo 2002     | 35     | Toronto                      | WrestleMania X8               | Il 15 marzo 2002, a seguito della Draft Lottery, il roster venne diviso in due brand separati, Raw e SmackDown!, e i titoli vennero smistati tra i due brand, eccetto l'Undisputed WWF Championship e il WWF Women's Championship, che vennero difesi in entrambi i brand e rispettivi programmi televisivi. | [ 97 ]                             |
| 65                              | Hollywood Hulk Hogan      | 6     | 21 aprile 2002    | 28     | Kansas City, Missouri        | Backlash                      | Il 6 maggio 2002 la World Wrestling Federation cambiò nome in World Wrestling Entertainment e il titolo divenne pertanto noto prima come Undisputed WWE Championship e poi come WWE Undisputed Championship. | [ 98 ]                             |
| World Wrestling Entertainment   |                           |       |                   |        |                              |                               | |                                    |
| 66                              | The Undertaker            | 4     | 19 maggio 2002    | 63     | Nashville, Tennessee         | Judgment Day                  | | [ 99 ]                             |
| 67                              | The Rock                  | 7     | 21 luglio 2002    | 35     | Detroit, Michigan            | Vengeance                     | In un Triple Threat match che comprendeva anche Kurt Angle. | [ 100 ]                            |
| 68                              | Brock Lesnar              | 1     | 25 agosto 2002    | 83     | Uniondale, New York          | SummerSlam                    | La sera dopo il titolo divenne un'esclusiva di SmackDown!, mentre a Raw venne istituito un secondo titolo mondiale, il World Heavyweight Championship, assegnato d'ufficio a Triple H (che era lo sfidante al titolo di Lesnar) dal general manager di Raw Eric Bischoff. | [ 101 ]                            |
| 69                              | Big Show                  | 2     | 17 novembre 2002  | 28     | New York City, New York      | Survivor Series               | | [ 102 ]                            |
| 70                              | Kurt Angle                | 3     | 15 dicembre 2002  | 105    | Sunrise, Florida             | Armageddon                    | | [ 103 ]                            |
| 71                              | Brock Lesnar              | 2     | 30 marzo 2003     | 118    | Seattle, Washington          | WrestleMania XIX              | | [ 104 ]                            |
| 72                              | Kurt Angle                | 4     | 27 luglio 2003    | 51     | Denver, Colorado             | Vengeance                     | In un Triple Threat match che comprendeva anche Big Show. | [ 105 ]                            |
| 73                              | Brock Lesnar              | 3     | 16 settembre 2003 | 150    | Raleigh, Carolina del Nord   | SmackDown!                    | In un 60–minute Iron Man match vinto per 5-4. In onda il 18 settembre 2003. | [ 106 ]                            |
| 74                              | Eddie Guerrero            | 1     | 15 febbraio 2004  | 133    | Daly City, California        | No Way Out                    | | [ 107 ] [ 108 ]                    |
| 75                              | John "Bradshaw" Layfield  | 1     | 27 giugno 2004    | 280    | Norfolk, Virginia            | The Great American Bash       | In un Texas Bullrope match. | [ 109 ] [ 110 ]                    |
| 76                              | John Cena                 | 1     | 3 aprile 2005     | 280    | Los Angeles, California      | WrestleMania 21               | Il 6 giugno 2005 il titolo divenne un'esclusiva di Raw. | [ 111 ] [ 112 ]                    |
| 77                              | Edge                      | 1     | 8 gennaio 2006    | 21     | Albany, New York             | New Year's Revolution         | Edge incassò il contratto del Money in the Bank dopo che Cena aveva difeso il titolo nell'Elimination Chamber match. | [ 113 ] [ 114 ]                    |
| 78                              | John Cena                 | 2     | 29 gennaio 2006   | 133    | Miami, Florida               | Royal Rumble                  | | [ 115 ] [ 116 ]                    |
| 79                              | Rob Van Dam               | 1     | 11 giugno 2006    | 22     | New York City, New York      | ECW One Night Stand           | Van Dam incassò il contratto del Money in the Bank in un Extreme Rules match. Il titolo divenne un'esclusiva del roster ECW. | [ 117 ] [ 118 ]                    |
| 80                              | Edge                      | 2     | 3 luglio 2006     | 76     | Filadelfia, Pennsylvania     | Raw                           | In un Triple Threat match che comprendeva anche John Cena. Il titolo tornò ad essere un'esclusiva di Raw. | [ 119 ] [ 120 ]                    |
| 81                              | John Cena                 | 3     | 17 settembre 2006 | 380    | Toronto                      | Unforgiven                    | In un Tables, Ladders and Chairs match. Se Cena avesse perso, sarebbe stato trasferito a SmackDown!. | [ 121 ]                            |
| —                               | Vacante                   | —     | 2 ottobre 2007    | —      | —                            | —                             | Reso vacante a causa di un infortunio di Cena al tendine pettorale destro. | [ 122 ]                            |
| 82                              | Randy Orton               | 1     | 7 ottobre 2007    | <1     | Rosemont, Illinois           | No Mercy                      | In origine, Orton avrebbe dovuto affrontare John Cena per il titolo in un Last Man Standing match, ma a causa dell'infortunio di Cena venne dichiarato campione da Mr. McMahon all'inizio dell'evento. | [ 123 ] [ 124 ]                    |
| 83                              | Triple H                  | 6     | 7 ottobre 2007    | <1     | Rosemont, Illinois           | No Mercy                      | Triple H sconfisse Orton dopo essersi opposto alla sua assegnazione del titolo. | [ 124 ] [ 125 ]                    |
| 84                              | Randy Orton               | 2     | 7 ottobre 2007    | 203    | Rosemont, Illinois           | No Mercy                      | In un Last Man Standing match. | [ 124 ] [ 126 ]                    |
| 85                              | Triple H                  | 7     | 27 aprile 2008    | 210    | Baltimora, Maryland          | Backlash                      | In un Fatal 4-Way match che comprendeva anche John "Bradshaw" Layfield e John Cena. Il 23 giugno 2008 il titolo tornò a essere un'esclusiva di SmackDown. | [ 127 ] [ 128 ]                    |
| 86                              | Edge                      | 3     | 23 novembre 2008  | 21     | Boston, Massachusetts        | Survivor Series               | In un Triple Threat match che comprendeva anche Vladimir Kozlov. In origine anche Jeff Hardy avrebbe dovuto prendere parte all'incontro, ma durante la serata fu dichiarato impossibilitato a partecipare a causa di un pestaggio (kayfabe). | [ 129 ] [ 130 ]                    |
| 87                              | Jeff Hardy                | 1     | 14 dicembre 2008  | 42     | Buffalo, New York            | Armageddon                    | In un Triple Threat match che comprendeva anche Triple H. | [ 131 ] [ 132 ]                    |
| 88                              | Edge                      | 4     | 25 gennaio 2009   | 21     | Detroit, Michigan            | Royal Rumble                  | In un No Disqualification match. | [ 133 ] [ 134 ]                    |
| 89                              | Triple H                  | 8     | 15 febbraio 2009  | 70     | Seattle, Washington          | No Way Out                    | In un Elimination Chamber match che comprendeva anche Big Show, Jeff Hardy, The Undertaker e Vladimir Kozlov. Il 13 aprile 2009 il titolo tornò a essere un'esclusiva di Raw. | [ 135 ] [ 136 ]                    |
| 90                              | Randy Orton               | 3     | 26 aprile 2009    | 42     | Providence, Rhode Island     | Backlash                      | In un Six-man Tag Team match in cui Orton era in coppia con Cody Rhodes e Ted DiBiase Jr. contro Batista, Shane McMahon e Triple H. Orton schienò Triple H e vinse il titolo. | [ 137 ] [ 138 ]                    |
| 91                              | Batista                   | 1     | 7 giugno 2009     | 2      | New Orleans, Louisiana       | Extreme Rules                 | In uno Steel Cage match. | [ 139 ] [ 140 ]                    |
| —                               | Vacante                   | —     | 9 giugno 2009     | —      | —                            | —                             | Reso vacante a seguito dello strappo del bicipite sinistro di Batista. | [ 141 ]                            |
| 92                              | Randy Orton               | 4     | 15 giugno 2009    | 90     | Charlotte, Carolina del Nord | Raw                           | Orton sconfisse Big Show, John Cena e Triple H in un Fatal 4-Way match per la riassegnazione del titolo. | [ 142 ] [ 143 ]                    |
| 93                              | John Cena                 | 4     | 13 settembre 2009 | 21     | Montréal                     | Breaking Point                | In un "I Quit" match. | [ 144 ] [ 145 ]                    |
| 94                              | Randy Orton               | 5     | 4 ottobre 2009    | 21     | Newark, New Jersey           | Hell in a Cell                | In un Hell in a Cell match. | [ 146 ] [ 147 ]                    |
| 95                              | John Cena                 | 5     | 25 ottobre 2009   | 49     | Pittsburgh, Pennsylvania     | Bragging Rights               | In un 60–minute Anything Goes Iron Man match vinto per 6-5. Se Cena avesse perso, avrebbe dovuto lasciare Raw. | [ 148 ] [ 149 ]                    |
| 96                              | Sheamus                   | 1     | 13 dicembre 2009  | 70     | San Antonio, Texas           | TLC: Tables, Ladders & Chairs | In un Tables match. | [ 150 ] [ 151 ]                    |
| 97                              | John Cena                 | 6     | 21 febbraio 2010  | <1     | Saint Louis, Missouri        | Elimination Chamber           | In un Elimination Chamber match che comprendeva anche Kofi Kingston, Randy Orton, Ted DiBiase Jr. e Triple H. | [ 152 ]                            |
| 98                              | Batista                   | 2     | 21 febbraio 2010  | 35     | Saint Louis, Missouri        | Elimination Chamber           | Mr. McMahon ufficializzò il match appena dopo l'Elimination Chamber match. Con questa vittoria, Batista, che apparteneva a SmackDown, passò a Raw. | [ 153 ]                            |
| 99                              | John Cena                 | 7     | 28 marzo 2010     | 84     | Glendale, Arizona            | WrestleMania XXVI             | | [ 154 ]                            |
| 100                             | Sheamus                   | 2     | 20 giugno 2010    | 91     | New York City, New York      | Fatal 4-Way                   | In un Fatal 4-Way match che comprendeva anche Edge e Randy Orton. | [ 155 ]                            |
| 101                             | Randy Orton               | 6     | 19 settembre 2010 | 64     | Rosemont, Illinois           | Night of Champions            | In una Six-pack Elimination Challenge che comprendeva anche Chris Jericho, Edge, John Cena e Wade Barrett. | [ 156 ]                            |
| 102                             | The Miz                   | 1     | 22 novembre 2010  | 160    | Orlando, Florida             | Raw                           | The Miz incassò il contratto del Money in the Bank. | [ 157 ]                            |
| 103                             | John Cena                 | 8     | 1º maggio 2011    | 77     | Tampa, Florida               | Extreme Rules                 | In un Triple Threat Steel Cage match che comprendeva anche John Morrison. | [ 158 ]                            |
| 104                             | CM Punk                   | 1     | 17 luglio 2011    | 28     | Rosemont, Illinois           | Money in the Bank             | CM Punk lasciò ufficialmente la federazione il giorno dopo aver vinto il titolo (kayfabe), ma ritornò nella puntata di Raw del 25 luglio 2011 e il suo regno venne ritenuto continuo in questo periodo. | [ 159 ]                            |
| —                               | Vacante                   | —     | 18 luglio 2011    | —      | —                            | —                             | Il titolo venne dichiarato vacante dopo l'abbandono di Punk (kayfabe). | [ 37 ]                             |
| 105                             | Rey Mysterio              | 1     | 25 luglio 2011    | <1     | Hampton, Virginia            | Raw                           | Mysterio sconfisse The Miz nella finale del torneo per la riassegnazione del titolo. CM Punk venne ancora riconosciuto come campione. | [ 160 ]                            |
| 106                             | John Cena                 | 9     | 25 luglio 2011    | 20     | Hampton, Virginia            | Raw                           | Subito dopo la vittoria del titolo, Mysterio dovette affrontare Cena su decisione di Triple H. CM Punk venne ancora riconosciuto come campione. | [ 161 ]                            |
| —                               | CM Punk                   | 1     | 14 agosto 2011    | —      | Los Angeles, California      | SummerSlam                    | Punk sconfisse Cena per determinare il campione indiscusso. Triple H era l'arbitro speciale. Questo regno è considerato come la continuazione del primo regno di Punk. | [ 162 ]                            |
| 107                             | Alberto Del Rio           | 1     | 14 agosto 2011    | 35     | Los Angeles, California      | SummerSlam                    | Del Rio incassò il contratto del Money in the Bank dopo che Punk venne attaccato da Kevin Nash. Triple H era l'arbitro speciale. Dal 29 agosto 2011, con la fine della Brand Extension, il titolo venne difeso sia a Raw sia a SmackDown. | [ 163 ]                            |
| 108                             | John Cena                 | 10    | 18 settembre 2011 | 14     | Buffalo, New York            | Night of Champions            | | [ 164 ]                            |
| 109                             | Alberto Del Rio           | 2     | 2 ottobre 2011    | 49     | New Orleans, Louisiana       | Hell in a Cell                | In un Triple Threat Hell in a Cell che comprendeva anche CM Punk. | [ 165 ]                            |
| 110                             | CM Punk                   | 2     | 20 novembre 2011  | 434    | New York City, New York      | Survivor Series               | | [ 166 ]                            |
| 111                             | The Rock                  | 8     | 27 gennaio 2013   | 70     | Phoenix, Arizona             | Royal Rumble                  | L'incontro fu inizialmente vinto da CM Punk, ma venne fatto ripartire da Mr. McMahon a causa di un'interferenza dello Shield. | [ 167 ]                            |
| 112                             | John Cena                 | 11    | 7 aprile 2013     | 133    | East Rutherford, New Jersey  | WrestleMania 29               | | [ 168 ]                            |
| 113                             | Daniel Bryan              | 1     | 18 agosto 2013    | <1     | Los Angeles, California      | SummerSlam                    | Triple H era l'arbitro speciale. | [ 169 ]                            |
| 114                             | Randy Orton               | 7     | 18 agosto 2013    | 28     | Los Angeles, California      | SummerSlam                    | Orton incassò il contratto del Money in the Bank. Triple H era l'arbitro speciale. | [ 170 ]                            |
| 115                             | Daniel Bryan              | 2     | 15 settembre 2013 | 1      | Detroit, Michigan            | Night of Champions            | | [ 171 ]                            |
| —                               | Vacante                   | —     | 16 settembre 2013 | —      | —                            | —                             | Reso vacante poiché Bryan sconfisse Orton dopo un conteggio veloce dell'arbitro (kayfabe). | [ 172 ]                            |
| 116                             | Randy Orton               | 8     | 27 ottobre 2013   | 161    | Miami, Florida               | Hell in a Cell                | Orton sconfisse Daniel Bryan in un Hell in a Cell match per la riassegnazione del titolo con Shawn Michaels come arbitro speciale. Il 15 dicembre, a TLC: Tables, Ladders & Chairs, Orton sconfisse John Cena in un Tables, Ladders and Chairs match unificando il World Heavyweight Championship appena vinto con il WWE Championship per formare il WWE World Heavyweight Championship. | [ 173 ] [ 174 ]                    |
| 117                             | Daniel Bryan              | 3     | 6 aprile 2014     | 64     | New Orleans, Louisiana       | WrestleMania XXX              | In un Triple Threat match che comprendeva anche Batista. | [ 175 ]                            |
| —                               | Vacante                   | —     | 9 giugno 2014     | —      | —                            | —                             | Reso vacante a causa di un infortunio di Bryan al collo. | [ 176 ]                            |
| 118                             | John Cena                 | 12    | 29 giugno 2014    | 49     | Boston, Massachusetts        | Money in the Bank             | Cena sconfisse Alberto Del Rio, Bray Wyatt, Cesaro, Kane, Randy Orton, Roman Reigns e Sheamus in un Ladder match per la riassegnazione del titolo. | [ 177 ]                            |
| 119                             | Brock Lesnar              | 4     | 17 agosto 2014    | 223    | Los Angeles, California      | SummerSlam                    | | [ 178 ]                            |
| 120                             | Seth Rollins              | 1     | 29 marzo 2015     | 221    | Santa Clara, California      | WrestleMania 31               | Rollins incassò il contratto del Money in the Bank durante l'incontro tra Brock Lesnar e Roman Reigns, rendendolo un Triple Threat match. | [ 179 ]                            |
| —                               | Vacante                   | —     | 5 novembre 2015   | —      | —                            | —                             | Reso vacante a seguito di un infortunio di Rollins al legamento crociato anteriore, del legamento collaterale e del menisco mediale del ginocchio. | [ 180 ]                            |
| 121                             | Roman Reigns              | 1     | 22 novembre 2015  | <1     | Atlanta, Georgia             | Survivor Series               | Reigns sconfisse Dean Ambrose nella finale del torneo per la riassegnazione del titolo. | [ 181 ]                            |
| 122                             | Sheamus                   | 3     | 22 novembre 2015  | 22     | Atlanta, Georgia             | Survivor Series               | Sheamus incassò il contratto del Money in the Bank. | [ 182 ]                            |
| 123                             | Roman Reigns              | 2     | 14 dicembre 2015  | 41     | Filadelfia, Pennsylvania     | Raw                           | In un Title vs. Career match. | [ 183 ]                            |
| 124                             | Triple H                  | 9     | 24 gennaio 2016   | 70     | Orlando, Florida             | Royal Rumble                  | Triple H vinse il titolo messo in palio nel Royal Rumble match. | [ 184 ]                            |
| 125                             | Roman Reigns              | 3     | 3 aprile 2016     | 77     | Arlington, Texas             | WrestleMania 32               | | [ 185 ]                            |
| 126                             | Seth Rollins              | 2     | 19 giugno 2016    | <1     | Las Vegas, Nevada            | Money in the Bank             | | [ 186 ]                            |
| 127                             | Dean Ambrose              | 1     | 19 giugno 2016    | 84     | Las Vegas, Nevada            | Money in the Bank             | Ambrose incassò il contratto del Money in the Bank. Il 27 giugno 2016 il titolo venne rinominato brevemente WWE Championship e divenne un'esclusiva di SmackDown a seguito della nuova brand extension. Il 26 luglio 2016 il titolo venne rinominato WWE World Championship. | [ 186 ] [ 187 ]                    |
| 128                             | AJ Styles                 | 1     | 11 settembre 2016 | 140    | Richmond, Virginia           | Backlash                      | Il 10 dicembre 2016 il titolo venne rinominato WWE Championship. | [ 188 ]                            |
| 129                             | John Cena                 | 13    | 29 gennaio 2017   | 14     | San Antonio, Texas           | Royal Rumble                  | | [ 189 ]                            |
| 130                             | Bray Wyatt                | 1     | 12 febbraio 2017  | 49     | Phoenix, Arizona             | Elimination Chamber           | In un Elimination Chamber match che comprendeva anche AJ Styles, Baron Corbin, Dean Ambrose e The Miz. | [ 190 ]                            |
| 131                             | Randy Orton               | 9     | 2 aprile 2017     | 49     | Orlando, Florida             | WrestleMania 33               | | [ 191 ]                            |
| 132                             | Jinder Mahal              | 1     | 21 maggio 2017    | 170    | Rosemont, Illinois           | Backlash                      | | [ 192 ]                            |
| 133                             | AJ Styles                 | 2     | 7 novembre 2017   | 371    | Manchester                   | SmackDown                     | | [ 193 ]                            |
| 134                             | Daniel Bryan              | 4     | 13 novembre 2018  | 145    | Saint Louis, Missouri        | SmackDown                     | | [ 194 ]                            |
| 135                             | Kofi Kingston             | 1     | 7 aprile 2019     | 180    | East Rutherford, New Jersey  | WrestleMania 35               | | [ 195 ]                            |
| 136                             | Brock Lesnar              | 5     | 4 ottobre 2019    | 174    | Los Angeles, California      | SmackDown 20th Anniversary    | Il 1º novembre 2019 il titolo divenne un'esclusiva di Raw | [ 196 ]                            |
| 137                             | Drew McIntyre             | 1     | 26 marzo 2020     | 213    | Orlando, Florida             | WrestleMania 36               | In onda il 5 aprile 2020. | [ 197 ]                            |
| 138                             | Randy Orton               | 10    | 25 ottobre 2020   | 22     | Orlando, Florida             | Hell in a Cell                | In un Hell in a Cell match. | [ 198 ]                            |
| 139                             | Drew McIntyre             | 2     | 16 novembre 2020  | 97     | Orlando, Florida             | Raw                           | In un No Count-out, No Disqualification match. | [ 199 ]                            |
| 140                             | The Miz                   | 2     | 21 febbraio 2021  | 8      | Saint Petersburg, Florida    | Elimination Chamber           | The Miz incassò il contratto del Money in the Bank. | [ 200 ]                            |
| 141                             | Bobby Lashley             | 1     | 1º marzo 2021     | 196    | Saint Petersburg, Florida    | Raw                           | In un Lumberjack match. | [ 201 ]                            |
| 142                             | Big E                     | 1     | 13 settembre 2021 | 110    | Boston, Massachusetts        | Raw                           | Big E incassò il contratto del Money in the Bank. | [ 202 ]                            |
| 143                             | Brock Lesnar              | 6     | 1º gennaio 2022   | 28     | Atlanta, Georgia             | Day 1                         | In un Fatal 5-Way match che comprendeva anche Bobby Lashley, Kevin Owens e Seth Rollins. | [ 203 ]                            |
| 144                             | Bobby Lashley             | 2     | 29 gennaio 2022   | 20     | St. Louis, Missouri          | Royal Rumble                  | | [ 204 ]                            |
| 145                             | Brock Lesnar              | 7     | 19 febbraio 2022  | 43     | Gedda                        | Elimination Chamber           | In un Elimination Chamber match che comprendeva anche AJ Styles, Austin Theory, Riddle e Seth Rollins. | [ 205 ]                            |
| 146                             | Roman Reigns              | 4     | 3 aprile 2022     | 735    | Arlington, Texas             | WrestleMania 38               | In un Winner Takes All match valido per l'unificazione del WWE Championship con il WWE Universal Championship. Nonostante l'unificazione, i due titoli rimasero indipendenti. | [ 206 ]                            |
| 147                             | Cody Rhodes               | 1     | 7 aprile 2024     | 378    | Filadelfia, Pennsylvania     | WrestleMania XL               | In un Bloodline rules match. | [ 207 ]                            |
| 148                             | John Cena                 | 14    | 20 aprile 2025    | 104    | Las Vegas, Nevada            | WrestleMania 41               | | [ 208 ]                            |
| 149                             | Cody Rhodes               | 2     | 3 agosto 2025     | 6      | East Rutherford, New Jersey  | SummerSlam                    | | [ 209 ]                            |